# Zapponeta
Zapponeta – miejscowość i gmina we Włoszech, w regionie Apulia, w prowincji Foggia.
Według danych na rok 2010 gminę zamieszkuje 3 465 osób, 82,99 os./km².